# Hessea stellaris
Hessea stellaris är en amaryllisväxtart som först beskrevs av Nikolaus Joseph von Jacquin, och fick sitt nu gällande namn av Herb.. Hessea stellaris ingår i släktet Hessea och familjen amaryllisväxter. Inga underarter finns listade i Catalogue of Life.